# Tillandsia 'Wo'
Tillandsia 'Wo' es un  cultivar híbrido del género Tillandsia perteneciente a la familia  Bromeliaceae.
Es un híbrido creado en el año 1987 con las especies Tillandsia mallemontii × Tillandsia duratii.